# Marco Turati
Marco Turati (Lecco, 15 maggio 1982) è un allenatore di calcio ed ex calciatore italiano, di ruolo difensore, tecnico del Siracusa.

## Caratteristiche tecniche
Difensore centrale, forte nel gioco aereo, all'occorrenza poteva adattarsi al ruolo di terzino destro. Era inoltre molto temibile sui calci piazzati in virtù della sua grande forza fisica.

## Carriera

### Giocatore

#### Club
Muove i suoi primi passi nelle giovanili del Lecco, prima di approdare al Verona, a 17 anni. Nel 2002 passa in prestito al Chieti, in Serie C1. Esordisce con gli abruzzesi l'8 settembre 2002 in Torres-Chieti (0-1), subentrando all'inizio della ripresa a Suppa. Mette a segno la sua prima rete da professionista il 12 gennaio 2003 contro la Torres (3-1), andando a segno sugli sviluppi di un calcio d'angolo.
La stagione seguente passa nuovamente in prestito alla Carrarese, ma a causa di vari infortuni, nella sessione invernale del calciomercato fa rientro al Verona. Esordisce in Serie B l'8 maggio 2004 in Verona-Cagliari (1-2), giocando titolare. Segna la sua prima rete con gli scaligeri il 22 maggio contro il Piacenza (3-0).
Il 31 agosto 2007 passa in compartecipazione al Cesena, in Serie B. Esordisce con i romagnoli - da titolare - il 9 settembre in Cesena-Pisa (1-2). Il 25 giugno 2008 la comproprietà è risolta a favore del Cesena.
Il 1º settembre 2008 passa in prestito all'Ancona.
Il 28 luglio 2009 passa a titolo definitivo al Grosseto. Il 19 settembre mette a segno due reti nella partita vinta 3-1 contro il Modena. Termina l'annata con 38 presenze e 5 reti.
Il 22 luglio 2011 viene acquistato a titolo definitivo dal Modena con cui firma un contratto annuale con opzione per il secondo. A fine stagione rimane svincolato.
L'8 agosto 2016 firma per il Siracusa un contratto annuale, tornando a giocare in terza serie dopo l'esperienza dell'anno precedente tra le file del Lecco in serie D. Il 16 giugno 2017 il Siracusa gli prolunga il contratto fino a giugno 2019.
Il 1º settembre 2018, in occasione della gara di Coppa Italia Siracusa-Reggina, Turati indossa per la prima volta la fascia di capitano.
Al termine della stagione 2018-2019 la mancata iscrizione da parte del Siracusa al campionato di Serie C induce Marco Turati, all'età di 37 anni, a chiudere con il calcio giocato. 

### Allenatore

#### Gli inizi
Ritiratosi dal calcio giocato, Turati accetta nel 2019 la proposta di entrare a far parte fin dalla stagione successiva nello staff di Vincenzo Italiano come collaboratore tecnico dello Spezia ottenendo la storica promozione in Serie A. Nel settembre del 2020 inizia a frequentare a Coverciano il corso UEFA A per poter allenare le prime squadre fino alla Serie C ed essere allenatori in seconda in Serie A e B.
Nel 2021 segue Vincenzo Italiano alla Fiorentina, ricoprendo lo stesso ruolo, raggiungendo con il club toscano una finale di Coppa Italia e due finali di Conference League.

#### Siracusa

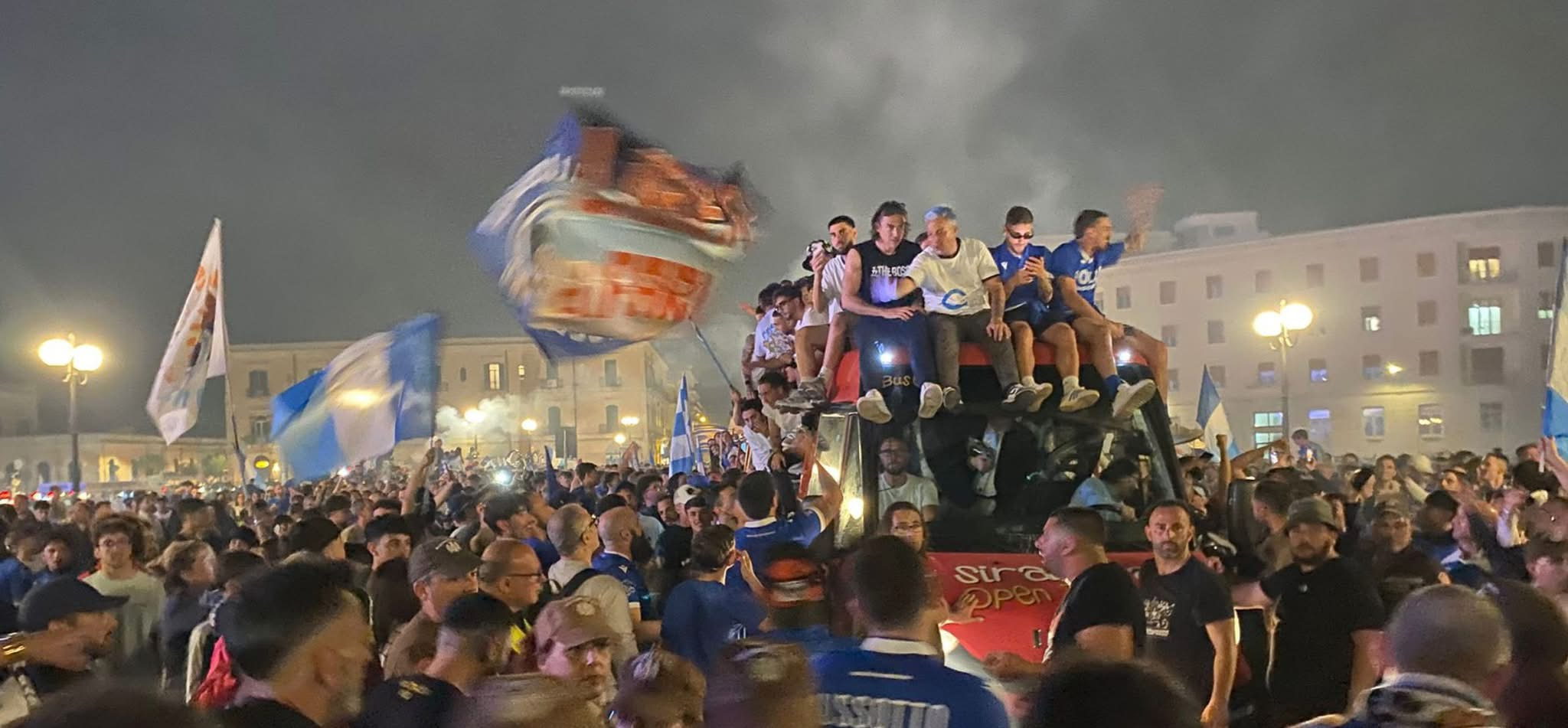
Marco Turati omaggiato insieme alla squadra durante i festeggiamenti per la promozione in Serie C

Nell'estate 2024 decide di separarsi da Italiano e il 1º luglio successivo viene ufficializzato come nuovo allenatore del Siracusa, squadra militante in Serie D. Il 4 maggio 2025, a seguito della vittoriosa trasferta di Barcellona Pozzo di Gotto nell’ultima giornata di campionato, centra la promozione riportando i siciliani in Serie C alla sua prima esperienza da allenatore

## Statistiche

### Presenze e reti nei club
| Stagione        | Squadra         | Campionato      | Campionato | Campionato | Coppe nazionali | Coppe nazionali | Coppe nazionali | Coppe europee | Coppe europee | Coppe europee | Altre coppe | Altre coppe | Altre coppe | Totale | Totale |
| Stagione        | Squadra         | Comp            | Pres       | Reti       | Comp            | Pres            | Reti            | Comp          | Pres          | Reti          | Comp        | Pres        | Reti        | Pres   | Reti   |
| --------------- | --------------- | --------------- | ---------- | ---------- | --------------- | --------------- | --------------- | ------------- | ------------- | ------------- | ----------- | ----------- | ----------- | ------ | ------ |
| 2002-2003       | Chieti          | C1              | 25         | 2          | CI-C            | 2               | 0               | -             | -             | -             | -           | -           | -           | 25     | 2      |
| 2003-gen. 2004  | Carrarese       | C2              | 18         | 1          | CI-C            | 0               | 0               | -             | -             | -             | -           | -           | -           | 18     | 1      |
| gen.-giu. 2004  | Verona          | B               | 6          | 1          | CI              | -               | -               | -             | -             | -             | -           | -           | -           | 6      | 1      |
| 2004-2005       | Verona          | B               | 5          | 0          | CI              | 0               | 0               | -             | -             | -             | -           | -           | -           | 5      | 0      |
| 2005-2006       | Verona          | B               | 21         | 2          | CI              | 0               | 0               | -             | -             | -             | -           | -           | -           | 21     | 2      |
| 2006-2007       | Verona          | B               | 29+2       | 4          | CI              | 2               | 1               | -             | -             | -             | -           | -           | -           | 33     | 4      |
| Totale Verona   | Totale Verona   | Totale Verona   | 61+2       | 7          |                 | 2               | 1               |               | -             | -             |             | -           | -           | 65     | 8      |
| 2007-2008       | Cesena          | B               | 23         | 1          | CI              | -               | -               | -             | -             | -             | -           | -           | -           | 23     | 1      |
| 2008-2009       | Ancona          | B               | 29+2       | 5          | CI              | -               | -               | -             | -             | -             | -           | -           | -           | 31     | 5      |
| 2009-2010       | Grosseto        | B               | 38         | 5          | CI              | 1               | 0               | -             | -             | -             | -           | -           | -           | 39     | 5      |
| 2010-2011       | Grosseto        | B               | 24         | 2          | CI              | 1               | 1               | -             | -             | -             | -           | -           | -           | 25     | 3      |
| Totale Grosseto | Totale Grosseto | Totale Grosseto | 62         | 7          |                 | 2               | 1               |               | -             | -             |             | -           | -           | 64     | 8      |
| 2011-2012       | Modena          | B               | 19         | 0          | CI              | 2               | 1               | -             | -             | -             | -           | -           | -           | 21     | 1      |
| 2015-2016       | Lecco           | D               | 18+1       | 4          | CI              | -               | -               | -             | -             | -             | -           | -           | -           | 19     | 4      |
| 2016-2017       | Siracusa        | LP              | 35+1       | 4          | CI-LP           | 0               | 0               | -             | -             | -             | -           | -           | -           | 36     | 4      |
| 2017-2018       | Siracusa        | C               | 19         | 1          | CI+CIC          | 0               | 0               | -             | -             | -             | -           | -           | -           | 19     | 1      |
| 2018-2019       | Siracusa        | C               | 29         | 1          | CI+CIC          | 2               | 0               | -             | -             | -             | -           | -           | -           | 31     | 1      |
| Totale Siracusa | Totale Siracusa | Totale Siracusa | 83+1       | 6          |                 | 2               | 0               |               | -             | -             |             | -           | -           | 86     | 6      |
| Totale carriera | Totale carriera | Totale carriera | 336+6      | 33         |                 | 9               | 3               |               | -             | -             |             | -           | -           | 351    | 36     |

### Statistiche da allenatore
Statistiche aggiornate al 4 maggio 2025. In grassetto le competizioni vinte.
| Stagione        | Squadra         | Campionato      | Campionato | Campionato | Campionato | Campionato | Coppe nazionali | Coppe nazionali | Coppe nazionali | Coppe nazionali | Coppe nazionali | Coppe continentali | Coppe continentali | Coppe continentali | Coppe continentali | Coppe continentali | Altre coppe | Altre coppe | Altre coppe | Altre coppe | Altre coppe | Totale | Totale | Totale | Totale | % Vittorie | Piazzamento |
| Stagione        | Squadra         | Comp            | G          | V          | N          | P          | Comp            | G               | V               | N               | P               | Comp               | G                  | V                  | N                  | P                  | Comp        | G           | V           | N           | P           | G      | V      | N      | P      | %          | Piazzamento |
| --------------- | --------------- | --------------- | ---------- | ---------- | ---------- | ---------- | --------------- | --------------- | --------------- | --------------- | --------------- | ------------------ | ------------------ | ------------------ | ------------------ | ------------------ | ----------- | ----------- | ----------- | ----------- | ----------- | ------ | ------ | ------ | ------ | ---------- | ----------- |
| 2024-2025       | Siracusa        | D               | 32+5       | 25+4       | 3          | 4+1        | CI-D            | 4               | 3               | 0               | 1               | -                  | -                  | -                  | -                  | -                  | -           | -           | -           | -           | -           | 41     | 32     | 3      | 6      | 78,05      | 1º (prom.)  |
| 2025-2026       | Siracusa        | C               | 0          | 0          | 0          | 0          | CI-C            | 1               | 0               | 0               | 1               | -                  | -                  | -                  | -                  | -                  | -           | -           | -           | -           | -           | 1      | 0      | 0      | 1      | &0,00      | in corso    |
| Totale carriera | Totale carriera | Totale carriera | 37         | 29         | 3          | 5          |                 | 5               | 3               | 0               | 2               |                    | -                  | -                  | -                  | -                  |             | -           | -           | -           | -           | 42     | 32     | 3      | 7      | 76,19      |             |

## Palmarès

### Allenatore

#### Competizioni interregionali
- Serie D: 1

Siracusa: 2024-2025 (girone I)